# Rune Jarstein
Rune Almenning Jarstein (født 29. september 1984) er en norsk tidligere professionel fodboldspiller, som spillede som målmand i sin karriere.

## Klubkarriere

### Odd Grenland
Jarstein begyndte sin karriere hos Odds, hvor han debuterede for førsteholdet i 2002. Hans store førsteholdsgennembrud kom i 2005 sæsonen, hvorfra han etablerede sig som førstevalgsmålmand.

### Rosenborg
Jarstein skiftede i december 2007 til Rosenborg.

### Viking
Jarstein skiftede i marts 2010 til Viking. Han spillede over de næste tre sæsoner over 100 kampe for klubben.

### Hertha BSC
Jarstein skiftede i december 2013 til Hertha BSC. Han tilbragte sine to første sæsoner i klubben som andetvalgsmålmand, før han fik sin chance på førsteholdet i 2015-16 sæsonen, som resultat af en skade til førstevalgsmålmand Thomas Kraft. Selv efter Kraft var tilbage fra skade, forblev Jarstein som førstevalg. Han var førstevalg frem til 2020-21 sæsonen, hvor han mistede sin plads på holdet, efter at Hertha BSC hentede Alexander Schwolow. Herefter blev Jarstein igen andetvalg.
Han kom i august 2022 i konflikt med klubben efter at have brokket sig over målmandstræningen, og blev smidt af holdet. Hertha ønskede at ophæve hans kontrakt, men Jarstein startede en sag over uretfærdig afskedigelse. Efter at ikke blive enige om en ophævelse af kontrakten, så ventede klubben på hans kontrakt udløb, hvilke den gjorde i juli 2023, hvorpå han forlod klubben.
Jerstein annoncerede i november 2023, at han stoppede sin spillerkarriere.

## Landsholdskarriere

### Ungdomslandshold
Jarstein har repræsenteret Norge på flere ungdomsniveauer.

### Seniorlandshold
Jarstein debuterede for Norges landshold den 22. august 2007. Han spillede 72 landskamp over de næste 14 år.

## Titler
Rosenborg
- Tippeligaen: 1 (2009)
- Superfinalen: 1 (2010)

Individuelle
- Gullballen: 1 (2018)